# Іванова Ольга Миколаївна
О́льга Микола́ївна Івано́ва — кандидат медичних наук, лауреатка Державної премії України в галузі науки і техніки (2004).

## З життєпису
2007 року захистила вчений ступінь кандидата медичних наук за напрямком «гістологія, цитологія, ембріологія» в Національному медичному університеті імені О. О. Богомольця.
Лауреатка Державної премії України 2004 року — за розробку та впровадження в клінічну практику хірургічних методів електрозварювання живих, м'яких тканин; разом з Ю. М. Захарашем, В. В. Лебедєвим, О. В. Лебедєвим, А. В. Макаровим, М. Ю. Ничитайлом, Б. Є. Патоном, С. Є. Подпрятовим, Ю. О. Фурмановим.
Серед робіт:
- «Особливості кістоутворення при хронічному поліпозному риносинуїті», співавтор О. М. Науменко, 2012
- «Регулювання вмісту радіонуклідів у товарах, вироблених на територіях, що постраждали внаслідок аварії на ЧАЕС» співавтори П. Б. Арясов, В. Б. Берковський, З. Н. Бойко, Ю. В. Бончук, В. Б. Герасименко, Н. С. Жадан, С. В. Масюк, Геннадій Георгійович Ратіа, Т. В. Трескунова, 2014
- «Загальнодозиметрична паспортизація населених пунктів України та реконструкція індивідуалізованих доз суб'єктів Державного реєстру України осіб, які постраждали внаслідок Чорнобильської катастрофи», співавтори З. Н. Бойко, В. Б. Герасименко, І. Г. Губіна, Л. М. Ковган, Г. І. Кортушин, І. Г. Кравченко, І. А. Ліхтарьов, О. Д. Марценюк, С. В. Масюк, С. О. Терещенко, М. І. Чепурний, 2016.